# Keisuke Tsuboi
Keisuke Tsuboi (Tòquio, Japó, 16 de setembre de 1979) és un futbolista japonès que ha disputat 40 partits amb la selecció japonesa.